# یک گل یخ‌زده
یک گل یخ‌زده (به انگلیسی: A Frozen Flower) فیلمی در ژانر تن‌کامگی تاریخی محصول کره جنوبی در سال ۲۰۰۸ است و داستان آن مربوط به پادشاهی کشور گوریو بین سال‌های ۱۳۷۴-۱۳۳۰ میلادی است. از ستارگان این فیلم می‌توان به جو این سونگ ، سونگ جی هیو . جو جین مو، نو مین-وو اشاره کرد.

## داستان
مدتی است پادشاه گوریو (جو جین مو) با شاهزاده‌ای از سلسلهٔ یوان (سونگ جی هیو) ازدواج کرده ولی آن‌ها نمی‌توانند بچه‌دار شوند به‌همین خاطر امپراتور یوان و مشاوران پادشاه او را تحت‌فشار گذاشته‌اند تا هرچه زودتر برای تضمین پیوستگی سلسلهٔ گوریو فرزندی بیاورد. پادشاه همجنسگرا است و علاقه ای به همخوابی با ملکه اش ندارد پس نمی‌توانند بچه‌دار شوند. گارد سلطنتی پادشاه متشکل از ۳۶ سرباز جوان است که به فرماندهی هونگ‌ریم (جو این سونگ) حفاظت از فرمانروا را بر عهده دارند. هونگ-ریم (جو این سونگ) که رابطهٔ بسیار خوبی با پادشاه دارد و در واقع معشوق اصلی اوست. پس از یکی از شب‌های معاشقه میان هونگ‌ریم با پادشاه، پادشاه به او دستور می‌دهد که با ملکه (سونگ جی هیو) هم‌بستر شود. هونگ‌ریم و ملکه علی‌رغم میل باطنی فرمان شاه را می‌پذیرند. با این وجود رابطهٔ آن‌ها به بچه‌دارشدن ملکه متوقف نمی‌شود و رابطه‌ای عشق بین ملکه و هونگ‌ریم محکم می‌شود در حالی که عشقی بین پادشاه و ملکه وجود ندارد.
ملکه و هونگ‌ریم از مأموریتی که پادشاه به آن‌ها داده بود فراتر می‌روند و نیمه‌شب هم‌دیگر را به‌طور مخفی در کتاب‌خانه ملاقات می‌کنند. رفته‌رفته پادشاه به هونگ‌ریم مشکوک می‌شود و شواهدی پیدا می‌کند. برای مجازات آن‌ها و هم‌چنین برای فهمیدن عمق رابطه بین آن‌دو، پادشاه آن‌ها را به اتاق خود دعوت می‌کند و به آن‌ها می‌گوید تصمیم دارد ملکه مأموریتش را ادامه دهد، اما نه با هونگ‌ریم؛ بلکه با فردی دیگر از زیردستان پادشاه. هونگ‌ریم و ملکه به پادشاه اصرار می‌کنند که اجازه بدهد این مأموریت بین ملکه و هونگ‌ریم انجام شود اما پادشاه بر تصمیم خودش می‌ماند.
ملکه در اوج ناامیدی با قطع‌کردن رگ دستش سعی می‌کند خودکشی کند اما موفق نمی‌شود و زنده می‌ماند. در تلاشی نهایی برای تغییر ذهنیت پادشاه هونگ‌ریم از ملکه می‌خواهد از او دوری کند و نزد پادشاه می‌رود و به او می‌گوید جانش را بگیرد ولی او را ببخشد. پادشاه او را می‌بخشد چون فکر می‌کند رابطهٔ بین ملکهٔ و هونگ‌ریم فقط از روی شهوت است. پادشاه همه‌چیز را نادیده می‌گیرد اما هونگ‌ریم را تبعید می‌کند و از او می‌خواهد تا در دوران تبعیدش احساسات خود را در مورد ملکه فراموش کند.
شب قبل از اجرای حکم تبعید هونگ‌ریم، پیش‌خدمت شخصی ملکه مخفیانه به هونگ‌ریم اطلاع می‌دهد که ملکه می‌خواهد برای آخرین بار او ملاقات کند. پیش‌خدمت همچنین به هونگ‌ریم خبر می‌دهد که ملکه از او حامله شده‌است. هونگ‌ریم شبانه پست خدمتش را ترک می‌کند و برای ملاقات با ملکه به کتاب‌خانه می‌رود. آن‌ها معاشقه می‌کنند و سپس مشغول به سکس می‌شوند اما پادشاه متوجه می‌شود و آن‌ها را در حال سکس دستگیر می‌کند. وقتی پادشاه بخاطر خیانت معشوقش، هونگ‌ریم، و ملکه می‌خواهد آن‌ها را بکشد هر یک از آن‌دو خود را جلو می‌اندازد و با التماس از پادشاه می‌خواهد که او را بکشد و دیگری را ببخشد، در اینجا پادشاه می‌فهمد رابطهٔ بین هونگ‌ریم و ملکه چقدر عاشقانه است. در تصمیمی از روی خشم و حسادت پادشاه، هونگ‌ریم را با اخته‌کردن مجازات می‌کند و او را به زندان می‌اندازد.
ملکه که می‌داند پادشاه هرکس را که راز او و هونگ‌ریم را بداند زنده نمی‌گذارد، از طریق پیش‌خدمتش به وفادارترین یاران هونگ‌ریم که از ماجرا خبر داشته‌اند اطلاع می‌دهد تا هرچه سریعتر فرار کنند. آن‌ها قبل از فرار هونگ‌ریم را از زندان نجات می‌دهند و با هونگ‌ریم از شهر فرار می‌کنند.
بعد از این‌که شاه می‌فهمد هونگ‌ریم فرار کرده از ملکه می‌پرسد: «هونگ‌ریم چطور فرار کرد؟» ولی ملکه انکار می‌کند و هیچ‌چیز نمی‌گوید. پادشاه پیش‌خدمت ملکه را می‌کشد. بعد از اینکه پادشاه می‌فهمد ملکه باردار شده، همانطور که ملکه حدس زده بود تمام افرادی را که می‌دانستند فرزند ملکه متعلق به پادشاه نیست را می‌کشد، به جز یک فرمانده نزدیک به خود را که راز هونگ‌ریم را قبلاً او برای اولین بار برایش فاش کرده بود.
کمی که می‌گذرد و زخم هونگ‌ریم خوب می‌شود، هونگ‌ریم متوجه می‌شود که فقط به‌خاطر ملکه نجات یافته‌است و ملکه هم‌اکنون در قصر است و نتوانسته فرار کند. یارانش نمی‌توانند جلوی او را بگیرند و هونگ‌ریم سراسیمه به طرف شهر می‌رود. نزدیکی شهر که می‌رسد به بیهودگی کارش پی می‌برد و به سمت پناهگاه بر می‌گردد، وقتی به پناهگاه برمی‌گردد می‌فهمد که افراد پادشاه محل پناهگاه یارانش را پیدا کرده و آن‌ها را دستگیر کرده و به قصر برده‌اند.
در قصر، پادشاه، زیردستان را شکنجه می‌کند تا محل هونگ‌ریم را لو دهند اما آن‌ها سکوت می‌کنند. پادشاه دستور می‌دهد سر همهٔ آن‌ها را ببرند و در کنار سر پیش‌خدمت ملکه در ورودی قصر بیاویزند. برای گول‌زدن هونگ‌ریم پادشاه گردنبند ملکه را دور کلهٔ پیش‌خدمت ملکه می‌آویزد تا هونگ‌ریم فکر کند پادشاه ملکه را هم کشته است. وقتی هونگ‌ریم با صحنهٔ ورودی قصر مواجه می‌شود مرگ ملکه را باور می‌کند و برای انتقام بر می‌گردد. او خود را در میان سربازانی که از جنگ بازگشته‌اند جا می‌زند و منتظر فرصتی برای قتل پادشاه می‌ماند.
پادشاه که به اتاق خصوصی‌اش می‌رود و با ملکه روبرو می‌شود، او را سرزنش می‌کند و از فرمانده جوانش (همان افشاکنندهٔ راز برای پادشاه) می‌خواهد ملکه را تا اقامتگاهش همراهی کند. وقتی فرمانده جوان ملکه را به اقامتگاه می‌رساند و می‌خواهد او را ترک کند، ملکه به او می‌گوید: «به محض این‌که فرزندم به‌دنیا بیاید پادشاه تو را می‌کشد.» سپس ادامه می‌دهد: «اگر تو پادشاه را بُکشی تا پدرم تسلط بر گوریو را به دست گیرد زندگی تو را تضمین می‌کنم.» فرمانده جوان دسته‌ای از معتمدترین یارانش را جمع می‌کند و حقیقت را دربارهٔ پادشاه، ملکه و هونگ‌ریم به آن‌ها می‌گوید تا برای قتل پادشاه آماده شوند اما قبل از اجرای نقشهٔ قتل توسط آن‌ها هونگ‌ریم برنامهٔ خودش را اجرا می‌کند.
هونگ‌ریم به گارد سلطنتی که می‌رسد، سربازان گارد به او اخطار می‌کنند از آنجا برود وگرنه کشته می‌شود ولی هونگ‌ریم پیش می‌رود و هرکس در مقابلش قرار می‌گیرد می‌کُشد. تا رسیدن به اتاق پادشاه مبارزه می‌کند. وارد اتاق که می‌شود پادشاه را به مبارزه دعوت می‌کند. مبارزهٔ شدیدی بین هونگ‌ریم و پادشاه در می‌گیرد که طی مبارزه هونگ‌ریم نقاشی موردعلاقهٔ پادشاه را از بین می‌برد که در آن نقاشی پادشاه و معشوقش، هونگ‌ریم، در هنگام شکار کشیده شده بودند. در این هنگام فرمانده جوان و مردانش سر می‌رسند(نیت واقعی آن‌ها در این صحنه از فیلم مشخص نیست). پادشاه به فرمانده جوان دستور می‌دهد مداخله نکنند تا نتیجهٔ مبارزه مشخص شود. در اوج مبارزه پادشاه موفق می‌شود شمشیر هونگ‌ریم را بشکند و شمشیر خودش را در کتف هونگ‌ریم فرو کند. در حالی که شمشیر در کتف هونگ‌ریم فرو رفته، پادشاه به عنوان آخرین سؤال از هونگ‌ریم می‌پرسد: «آیا تا به‌حال عاشق من بوده‌ای؟» هونگ‌ریم پاسخ می‌دهد: «نه» در این هنگام پادشاه شوکه می‌شود و هونگ‌ریم فرصت پیدا می‌کند با نیمهٔ شکستهٔ شمشیرش که در دست دارد پادشاه را بُکشد.
در حالی که پادشاه می‌میرد، هونگ‌ریم روی پاهایش تلوتلو می‌خورد و شمشیر پادشاه را از کتفش در می‌آورد و با آن به فرمانده جوان و سربازانش حمله می‌کند اما فرمانده جوان در نهایت هونگ‌ریم را از پای در می‌آورد. در این هنگام ملکه از راه می‌رسد، در حالی که سربازان اجازه نمی‌دهند به هونگ‌ریم نزدیک بشود. ملکه همانطور که توسط محافظان گرفته شده وحشت‌زده و گریان هونگ‌ریم را صدا می‌زند. هونگ‌ریم که در حال جان دادن است متوجه حضور ملکه می‌شود و می‌فهمد که پادشاه ملکه را نکشته بود. سرش را از ملکه برمی‌گرداند و به پادشاه نگاه می‌اندازد و می‌میرد. فرمانده جوان دستور می‌دهد همهٔ جنازه‌ها را جمع کنند و مخفیانه دفن کنند و اعلام کنند پادشاه توسط یک قاتل کشته شده‌است.
صحنه‌های آخر فیلم فلاش‌بک می‌زند به زمانی که پادشاه منظره‌ای از شهر را به هونگ‌ریم جوان نشان می‌دهد و از او می‌پرسد دوست دارد در کنار پادشاه بماند یا خیر. که هونگ‌ریم جوان پاسخ می‌دهد «بله». فیلم در صحنه‌ای تمام می‌شود که در نقاشی شکارگاه پادشاه مجسم شده بود، در حالی که هونگ‌ریم و پادشاه خوش‌حال و خندان در حال شکار هستند.

## بازیگران
| بازیگر       | نقش            |
| ------------ | -------------- |
| جو این سونگ  | هونگ ریم       |
| جو جین مو    | پادشاه         |
| سونگ جی هیو  | ملکه           |
| شیم جی-هیو   | سئونگ گی       |
| لیم جو هوان  | هان-بیک        |
| یو ووک-هان   | ایم-بو         |
| سونگ جونگ کی | نو تاک         |
| جانگ جی-وون  | بو دئوک        |
| کیم چون-جی   | یونچ هاوانگ    |
| لی جونگ-گو   | تی-سا          |
| جو جین وونگ  | لرد تیاه       |
| کوون تای-وون | جو لی-مون      |
| دو یانگ-گو   | گی وون-هانگ    |
| کو این-بوم   | یئون کی-موک    |
| نو مین-وو    | مین-وو         |
| یو جین گو    | کودکی هونگ-ریم |
| لی پونگ-وون  | نوجوانی پادشاه |
| سو یونگ جو   | کودکی هان-بیک  |